# Жемчужна (селище)
Жемчужна (рос. Жемчужная) — селище у Кандалакському районі Мурманської області Російської Федерації.
Населення становить 2 особи. Належить до муніципального утворення Зеленоборське міське поселення .

## Населення
| 2002 | 2010 |
| ---- | ---- |
| 3    | ↘2   |